# Vészhelyzet (1. évad)
Ez az oldal tartalmazza a Vészhelyzet tévésorozat 1. évadja epizódjainak listáját. Ezenfelül megtalálható a vetítés első időpontja az amerikai NBC csatornán.

## Szereplők

### Főszereplők
- Anthony Edwards – Dr. Mark Greene, vezető rezidens
- George Clooney – Dr. Doug Ross, gyermekorvos rezidens
- Sherry Stringfield – Dr. Susan Lewis, másodéves rezidens
- Noah Wyle – John Carter, harmadéves medikus
- Julianna Margulies – Carol Hathaway, főnővér
- Eriq La Salle – Dr. Peter Benton, másodéves sebész rezidens

### Mellékszereplők
- William H. Macy – Dr. David Morgenstern, a sürgősségi vezetője, a sebészet vezetője
- Sam Anderson – Dr. Jack Kayson, a kardiológia vezetője
- Amy Aquino – Dr. Janet Coburn, a szülészet vezetője
- CCH Pounder – Dr. Angela Hicks, sebész
- Ming-Na Wen – Deb Chen, harmadéves medika
- Michael Ironside – Dr. William "Wild Willy" Swift, a sürgősségi vezetője
- Scott Jaeck – Dr. Steve Flint, a radiológia vezetője
- Rick Rossovich – Dr. John "Tag" Taglieri, ortopédus
- John Terry – Dr. David "Div" Cvetic, pszichiáter
- Tyra Ferrell – Dr. Sarah Langworthy, sebész rezidens

### Egyéb szereplők
- Ellen Crawford – Lydia Wright, nővér
- Conni Marie Brazelton – Conni Oligario, nővér
- Deezer D –  Malik McGrath, nővér
- Laura Ceron – Chuny Marquez, nővér
- Yvette Freeman – Haleh Adams, nővér
- Lily Mariye – Lily Jarvik, nővér
- Vanessa Marquez – Wendy Goldman, nővér
- Dinah Lenney – Shirley, nővér
- Gloria Reuben – Jeanie Boulet, szakasszisztens
- Abraham Benrubi – Clerk Jerry Markovic, pultos
- Glenn Plummer – Timmy Rawlins, pultos

## Epizódok
| 1. | 24 Hours                    | (Bevezető epizód)          | 1994. szeptember 19. |  |
| John Carter, a harmadéves orvostanhallgató megkezdi az első gyakorlati napját a chacagoi megyei kórház sürgősségi osztályán. Dr. Mark Greene, az osztály rangidős rezidens orvosa ajánlatot kap egy másik munkahelyre, de mégis marad. Doug Ross, az osztály gyermekorvosa összetűzésbe keveredik egy asszonnyal, akiről azt feltételezi, hogy veri a gyermekét. Peter Benton sebész engedély nélkül operál meg egy beteget, hogy megmentse az életét. Carole Hathaway, a főnővér néhány órával a műszakja lejárta után betegként érkezik vissza: öngyilkossági szándékkal túl sok gyógyszert vett be. |                             |                            |                      |  |
| |                             |                            |                      |  |
| 2. | Day One                     | Első nap                   | 1994. szeptember 22. |  |
| Carter, első teljes munkanapján megment egy beteget. Később egy munkatársnőjét kezeli, akit a nap végén hazakísér. Közben a sürgősségi osztályt elárasztják a betegek: egy német étterem vendégeit, egy turistacsoportot és egy esküvő résztvevőit ételmérgezéssel szállítják be. |                             |                            |                      |  |
| |                             |                            |                      |  |
| 3. | Going Home                  | Visszatérés                | 1994. szeptember 29. |  |
| Az öngyilkossági kísérlete után jókedvűen visszatérő Hathaway nővért sok szeretettel fogadják a sürgősségi osztályon, ezért a többiek meglepetés bulit szerveznek neki. Greene egy erőszak áldozatát kezeli, miközben Lewisnak meg kell védenie magát egy balul sikerült esetet követően. |                             |                            |                      |  |
| |                             |                            |                      |  |
| 4. | Hit and Run                 | Cserbenhagyás              | 1994. október 6.     |  |
| Greene visszatér az osztályra, miután meglátogatta a családját Milwaukeeban. Bentonban csalódik a sógora, Walt, mert Benton "túl elfoglalt" ahhoz, hogy meglátogassa az édesanyját. Doug megpróbálja rendbehozni a dolgokat Carollal, és megőrzi egy terhes kislány titkát. |                             |                            |                      |  |
| |                             |                            |                      |  |
| 5. | Into That Good Night        | Nehéz éjszaka              | 1994. október 13.    |  |
| Egy szívbeteg üzletember a sürgősségi osztályon a családja körében készül a halálra. Dr. Ross segít egy asztmás lányon, annak ellenére, hogy a lány édesanyja nem rendelkezik elég pénzzel a kezelésekhez. Carter aggódik, hogy elkapott valamit Liztől. |                             |                            |                      |  |
| |                             |                            |                      |  |
| 6. | Chicago Heat                | Hőség Chicagóban           | 1994. október 20.    |  |
| A sürgősségi osztályon hatalmas a felfordulás. Egy forró októberi napon ugyanis elromlik a klíma, és két másik chicagói kórházat is bezárnak. Dr. Ross egy kokain túladagolással beszállított hatéves gyereket kezel. Ivan Gregor, egy italbolt tulajdonosa halálosan megsebesít egy fiatal fiút. |                             |                            |                      |  |
| |                             |                            |                      |  |
| 7. | Another Perfect Day         | Egy újabb tökéletes nap    | 1994. november 3.    |  |
| Benton és Langworthy interjúra mennek. Chloe részegen dührohamot kap a kórházban. Benton megmenti egy toroksérült férfi életét, és ezzel kivívja Morgenstern dicséretét. Carternek nagyon jó napja van, nyer három üveg pezsgőt és három jó lakáshirdetést is talál. Carol nem tudja, összeköltözzön-e Taggel. |                             |                            |                      |  |
| |                             |                            |                      |  |
| 8. | 9 1/2 Hours                 | Kilenc és fél óra          | 1994. november 10.   |  |
| Hathaway egy megerőszakolt lányt kezel. Walt beviszi a sürgősségire Benton anyját, akinek kificamodott a bokája. Carter szerint Benton nem viselkedik megfelelően. Mark beteget jelent, hogy több időt tölthessen a feleségével, ezért Dougra marad az osztály vezetése. |                             |                            |                      |  |
| |                             |                            |                      |  |
| 9. | ER Confidential             | Szigorúan bizalmas         | 1994. november 17.   |  |
| A hálaadás napja számtalan sürgős esetet és egy váratlan pulykavacsorát tartogat, miután egy állatvédő megöli a pulykát, amely rátámadt, mikor megmentette. |                             |                            |                      |  |
| |                             |                            |                      |  |
| 10. | Blizzard                    | A hóvihar                  | 1994. december 8.    |  |
| Egy hatalmas hóvihar miatt a sürgősségi osztályra egy beteg sem érkezik, így mindenki hazamehet. Azonban egy váratlan segélyhívás miatt mindenkinek munkába kell állnia: 40 autó koccant össze, és rengeteg a sebesült. Az üres sürgősségi osztály megtelik sérültekkel, minden sebész dolgozik. Angela Hicks, az új orvos, éppen időben érkezik. |                             |                            |                      |  |
| |                             |                            |                      |  |
| 11. | The Gift                    | Az ajándék                 | 1994. december 15.   |  |
| Benton súlyos hibát követ el, amikor nyilvánosságra hozza, hogy a haldokló férfi szerveit felajánlják – még mielőtt beszélt volna az illető feleségével. Lewis megtudja, hogy Cvetic otthagyta a munkáját, elköltözött a lakásából és egyszerűen eltűnt. Chloe bejelenti, hogy terhes. |                             |                            |                      |  |
| |                             |                            |                      |  |
| 12. | Happy New Year              | Boldog új évet!            | 1995. január 5.      |  |
| Carter, első napján, ügyetlenkedik a sebészeten. Dr. Kayson kellemetlenné teszi az új év első napját Dr. Lewis számára. Chloe bejelenti, hogy Texasba költözik a barátjával. |                             |                            |                      |  |
| |                             |                            |                      |  |
| 13. | Luck of the Draw            | A sorshúzás                | 1995. január 12.     |  |
| Carter körbevezeti a kórházban Deb Chent, Benton új gyakornokát. Hathawayt teljesen lefoglalja egy problémás beteg, aki nem tud betelni a színekkel. Egy szociológus provokálja az embereket, hogy felmérje a reakcióidejüket egy tanulmányhoz. Kayson megvádolja Lewist a Vennerback-ügy kapcsán. |                             |                            |                      |  |
| |                             |                            |                      |  |
| 14. | Long Day's Journey          | Utazás egy hosszú nap után | 1995. január 19.     |  |
| Chen felülmúlja Cartert egy prezentációban, amelyre Carter egész éjszaka készült. Benton felbéreli Jeanie Boulet szakasszisztenst az anyja ápolására. Miután Kayson vádjai alaptalannak bizonyulnak, Lewis lehetőséget kap, hogy bizonyítson, amikor Kaysont infarktus gyanúval szállítják be az osztályra. |                             |                            |                      |  |
| |                             |                            |                      |  |
| 15. | Feb 5, '95                  | 1995. február 5.           | 1995. február 2.     |  |
| Amikor Greene-t behívják ügyeletes belgyógyásznak, egy mellrákos nőt kezel, aki könyörög neki, hogy ölje meg őt. Chen prezentációja lenyűgözi Bentont, így Carter ismét háttérbe szorul. Benton megbántja Haleh-t, aki mindent megtesz, hogy megnehezítse Benton munkáját. |                             |                            |                      |  |
| |                             |                            |                      |  |
| 16. | Make of Two Hearts          | Mire megy két szív         | 1995. február 9.     |  |
| Hathaway és Ross a pártfogásukba veszik Tatianat, a hétéves orosz kislányt, akit az anyja magára hagyott az osztályon. Később kiderül, hogy a kislány AIDS-es, ezért mondott le róla az anyja. Dr. Green és Lewis egy kutyát látnak el, akit Grabarsky rendőr elütött az autójával. Három fiatal lányt hoznak be az osztályra, akik LSD-vel bevont csokoládét ettek, amelyet véletlenül Chen is megkóstol. |                             |                            |                      |  |
| |                             |                            |                      |  |
| 17. | The Birthday Party          | A születésnapi parti       | 1995. február 16.    |  |
| Dr. Hicks lehordja Bentont, amiért megpróbált műszakot cserélni, hogy elmehessen édesanyja születésnapi partijára. Egy fiatal kábítószeres lányt ismét túladagolva hoznak be az osztályra. Hathaway szeretné örökbe fogadni Tatianat, azonban Tag nem lelkesedik az ötletért. Greene felesége elfogad egy állásajánlatot Milwaukeeban. |                             |                            |                      |  |
| |                             |                            |                      |  |
| 18. | Sleepless in Chicago        | Éjszaka Chicagóban         | 1995. február 23.    |  |
| Hicks utasítása ellenére Benton le sem hunyja a szemét a 48 órás műszak alatt, ami később bosszulja meg magát. Egy orvos látogat a sürgősségire, és modellként szeretné használni az osztályt egy új kórház megtervezéséhez. Közben felajánl Susannek egy állást is. Jen elmondja Greene-nek, hogy válni akar. |                             |                            |                      |  |
| |                             |                            |                      |  |
| 19. | Love's Labor Lost           | A munka mindent felemészt  | 1995. március 7.     |  |
| Greene-nek egy nagyon komplikált szülést kell levezetnie a sürgősségin, és bár minden tőle telhetőt elkövet, a tapasztalatlansága miatt az anya, Jodie O'Brien belehal a szülésbe. |                             |                            |                      |  |
| |                             |                            |                      |  |
| 20. | Full Moon, Saturday Night   | Telihold, szombat éjjel    | 1995. március 30.    |  |
| Greene még mindig nagyon zaklatott Jodi O'Brian elvesztése miatt. Az éjszaka nem dolgozik, azonban végül mégis be kell mennie, mert az új főnök hajnali kettőkor mindenkit riadóztat. Benton rájön, hogy az édesanyja kilátásai nem túl jók. Carter és Chen továbbra is versengenek. |                             |                            |                      |  |
| |                             |                            |                      |  |
| 21. | House of Cards              | Zöldkártya-vár             | 1995. április 6.     |  |
| A Chen és Carter közötti versengés egyre komolyabbá válik, amelynek következtében Chen vakmerőségével majdnem megöl egy beteget, csak mert nem akar lemaradni Cartertől. Ennek hatására otthagyja a kórházi munkáját. Ross kapcsolata Diane Leedszel egyre komolyabbá válik. |                             |                            |                      |  |
| |                             |                            |                      |  |
| 22. | Men Plan, God Laughs        | Ember tervez, Isten végez  | 1995. április 27.    |  |
| Lewist teljesen lefoglalja a terhes húga ellátása. Benton ebédelni megy Jeanie-vel. Greene és Swift viszonya tovább romlik, miután Mark inkább egy családi rendezvényen vesz részt ahelyett, hogy az ügyeleten segítene. |                             |                            |                      |  |
| |                             |                            |                      |  |
| 23. | Love Among the Ruins        | Szerelem a romokon         | 1995. május 4.       |  |
| Greene és felesége megpróbálják megmenteni a kapcsolatukat, miután Mark Milwaukeeba költözik. Chloe felelőtlensége megviseli Lewist. Carter megkéri Bentont, hogy írjon neki egy ajánlást a jelentkezéséhez egy gyakornoki állásra a sürgősségin. Carol és Tag a házassági eskü szövegét próbálják megírni. |                             |                            |                      |  |
| |                             |                            |                      |  |
| 24. | Motherhood                  | Anyaság                    | 1995. május 11.      |  |
| Lewis anyaszerepbe kényszerül, miután megszületik Chloe gyermeke, aki továbbra sem képes felelősséget vállalni. Rosst meglepi és kicsit megijeszti Diane javaslata az összeköltözésről. Sajnos éppen ekkor jelenik meg Linda Farrell, és kihasználja Doug zavartságát, ez pedig Ross és Diane szakításához vezet. |                             |                            |                      |  |
| |                             |                            |                      |  |
| 25. | Everything Old Is New Again | Minden a régi              | 1995. május 18.      |  |
| Carter hidegvérrel végzi a munkáját utolsó napján a kórházban, és egy értékelő jelentésben keményen bírálja Bentont. Később visszavonja a jelentését, miután megtudja, hogy megkapta a sebészeti gyakornoki állást. Hathaway nagyon ideges a nagy napon, ezért végül Tag lefújja az egész esküvőt. Chloe ismét eltűnik, és Susannel hagyja a kis Suzie-t. |                             |                            |                      |  |